# Ligue des champions de la CAF 2018
Navigation
Édition précédente Édition suivante
La Ligue des Champions de la  2018 (officiellement la Total Ligue des Champions de la CAF 2018 pour des raisons de parrainage) est la 54e édition de la plus importante compétition africaine de clubs et la 22e édition dans le forma actuel de Ligue des champions de la CAF.
Elle oppose 57 des meilleurs clubs africains qui se sont illustrés dans leurs championnats respectifs la saison précédente. Le vainqueur de la ligue des champions de 2018 CAF se qualifie en tant que représentant de l'Afrique à Coupe du Monde des clubs de la FIFA qui déroulera dans les Émirats Arabes Unis. Il gagnera aussi le droit de jouer contre le gagnant de la Coupe de la confédération 2018 lors de la Supercoupe de la CAF en 2019.

## Participants
- Théoriquement, jusqu'à 56 fédérations membres de la CAF peuvent entrer dans la CAF Champions League 2017.
- Les 12 pays les mieux classés en fonction du Classement 5-Year de la CAF vent également inscrire 2 clubs par compétition. Pour la compétition de cette année, la Confédération africaine de football va utiliser Classement 5-Year de la CAF d'entre 2012 et 2016.
- 59 clubs (47 champions + 12 vice-champions) ont pu entrer dans le tournoi. 9 fédérations n'ont pas pu inscrire un club dans la compétition (Cap-Vert, Djibouti, Érythrée, Namibie, La Réunion, Sao Tomé-et-Principe, Sierra Leone, Somalie, Tchad).

Ci-dessous le schéma de qualification pour la compétition. Les nations sont affichées en fonction de leur Classement 5-Year de la CAF:
| Fédération                                                                 | Club                                                | Classement                                            |
| Fédérations avec deux représentants (Classées 1-12)                        | Fédérations avec deux représentants (Classées 1-12) | Fédérations avec deux représentants (Classées 1-12)   |
| -------------------------------------------------------------------------- | --------------------------------------------------- | ----------------------------------------------------- |
| Égypte 1er - 85 pts                                                        | Al Ahly SC                                          | Champion d'Égypte 2016-2017                           |
| Égypte 1er - 85 pts                                                        | Misr El Maqasa                                      | Vice-champion d'Égypte 2016-2017                      |
| Tunisie 2e - 76 pts                                                        | ES Tunis                                            | Champion de Tunisie 2016-2017                         |
| Tunisie 2e - 76 pts                                                        | ES Sahel                                            | Vice-champion de Tunisie 2016-2017                    |
| RD Congo 3e - 70 pts                                                       | TP Mazembe                                          | Champion de RD du Congo 2016-2017                     |
| RD Congo 3e - 70 pts                                                       | AS Vita Club                                        | Vice-champion de RD du Congo 2016-2017                |
| Algérie 4e - 62 pts                                                        | ES Sétif                                            | Champion d'Algérie 2016-2017                          |
| Algérie 4e - 62 pts                                                        | MC Alger                                            | Vice-Champion d'Algérie 2016-2017                     |
| Afrique du Sud 5e - 45 pts                                                 | Bidvest Wits                                        | Champion d'Afrique du Sud 2016-2017                   |
| Afrique du Sud 5e - 45 pts                                                 | Mamelodi Sundowns                                   | Vice-champion d'Afrique du Sud 2016-2017              |
| Maroc 6e - 41 pts                                                          | Wydad ACTT                                          | Champion du Maroc 2016-2017 (Tenant du titre)         |
| Maroc 6e - 41 pts                                                          | DH El Jadida                                        | Vice-champion du Maroc 2016-2017                      |
| Soudan 7e - 35 pts                                                         | Al-Hilal                                            | Champion du Soudan 2017                               |
| Soudan 7e - 35 pts                                                         | Al-Merreikh                                         | Vice-champion du Soudan 2017                          |
| Côte d'Ivoire 8e - 21 pts                                                  | ASEC Mimosas                                        | Champion de Côte d'Ivoire 2016-2017                   |
| Côte d'Ivoire 8e - 21 pts                                                  | Williamsville AC                                    | Vice-champion de Côte d'Ivoire 2016-2017              |
| Zambie 9e - 18 pts                                                         | ZESCO United FC                                     | Champion de Zambie 2017                               |
| Zambie 9e - 18 pts                                                         | Zanaco FC                                           | Vice-champion de Zambie 2017                          |
| République du Congo 10e - 16 pts                                           | AC Léopards                                         | Champion du Congo 2017                                |
| République du Congo 10e - 16 pts                                           | AS Otôho                                            | Vice-champion du Congo 2017                           |
| Mali 11e - 15 pts                                                          | Stade Malien                                        | Champion du Mali 2016                                 |
| Mali 11e - 15 pts                                                          | AS Real Bamako                                      | Vice-champion du Mali 2016                            |
| Nigeria 12e - 13 pts                                                       | Plateau United FC                                   | Champion du Nigeria 2017                              |
| Nigeria 12e - 13 pts                                                       | MFM FC                                              | Vice-champion du Nigeria 2017                         |
| Fédérations avec un seul représentant (Classées plus bas que la 12e place) |                                                     |                                                       |
| Cameroun 13e - 12 pts                                                      | Eding Sport FC                                      | Champion du Cameroun 2017                             |
| Libye 14e - 8 pts                                                          | Al Tahaddy                                          | Vainqueur du barrage pour la Ligue des champions 2018 |
| Ghana 15e - 7 pts                                                          | Aduana Stars                                        | Champion du Ghana 2017                                |
| Tanzanie 15e - 5 pts                                                       | Young Africans                                      | Champion de Tanzanie 2016-2017                        |
| Angola 17e - 3 pts                                                         | Primeiro de Agosto                                  | Champion d'Angola 2017                                |
| Éthiopie 18e - 2 pts                                                       | Saint-George SC                                     | Champion d'Éthiopie 2016-2017                         |
| Bénin                                                                      | Buffles du Borgou FC                                | Champion du Bénin 2017                                |
| Botswana                                                                   | Township Rollers                                    | Champion du Botswana 2016-2017                        |
| Burkina Faso                                                               | RC Kadiogo                                          | Champion du Burkina Faso 2016-2017                    |
| Burundi                                                                    | LLB Académic FC                                     | Champion du Burundi 2016-2017                         |
| Cap-Vert                                                                   | Aucun club engagé                                   | Aucun club engagé                                     |
| Comores                                                                    | Ngaya Club                                          | Champion des Comores 2017                             |
| Djibouti                                                                   | Aucun club engagé                                   | Aucun club engagé                                     |
| Érythrée                                                                   | Aucun club engagé                                   | Aucun club engagé                                     |
| Gabon                                                                      | CF Mounana                                          | Champion du Gabon 2016-2017                           |
| Gambie                                                                     | Gambia Armed Forces FC                              | Champion de Gambie 2016-2017                          |
| Guinée                                                                     | Horoya AC                                           | Champion de Guinée 2016-2017                          |
| Guinée-Bissau                                                              | Sport Bissau e Benfica                              | Champion de Guinée-Bissau 2016-2017                   |
| Guinée équatoriale                                                         | Leones Vegetarianos                                 | Champion de Guinée équatoriale 2016-2017              |
| Kenya                                                                      | Gor Mahia FC                                        | Champion du Kenya 2017                                |
| Lesotho                                                                    | Bantu FC                                            | Champion du Lesotho 2016-2017                         |
| Liberia                                                                    | LISCR FC                                            | Champion du Liberia 2016-2017                         |
| Malawi                                                                     | Be Forward Wanderers                                | Champion du Malawi 2017                               |
| Madagascar                                                                 | CNAPS Sport                                         | Champion de Madagascar 2017                           |
| Mauritanie                                                                 | ASAC Concorde                                       | Champion de Mauritanie 2016-2017                      |
| Maurice                                                                    | Pamplemousses SC                                    | Champion de Maurice 2016-2017                         |
| Mozambique                                                                 | União de Songo                                      | Champion du Mozambique 2017                           |
| Namibie                                                                    | Aucun club engagé                                   | Aucun club engagé                                     |
| Niger                                                                      | ASFAN                                               | Champion du Niger 2016-2017                           |
| Ouganda                                                                    | KCCA FC                                             | Champion d'Ouganda 2016-2017                          |
| République centrafricaine                                                  | Olympic Real Bangui                                 | Champion de République Centrafricaine 2017            |
| La Réunion                                                                 | Aucun club engagé                                   | Aucun club engagé                                     |
| Rwanda                                                                     | Rayon Sports FC                                     | Champion du Rwanda 2016-2017                          |
| Sao Tomé-et-Principe                                                       | Aucun club engagé                                   | Aucun club engagé                                     |
| Sénégal                                                                    | AS Génération Foot                                  | Champion du Sénégal 2016-2017                         |
| Seychelles                                                                 | Saint-Louis Suns United                             | Champion des Seychelles 2017                          |
| Sierra Leone                                                               | Aucun club engagé                                   | Aucun club engagé                                     |
| Somalie                                                                    | Aucun club engagé                                   | Aucun club engagé                                     |
| Soudan du Sud                                                              | Al Salaam SC Wau                                    | Champion de Soudan du Sud 2017                        |
| Swaziland                                                                  | Mbabane Swallows FC                                 | Champion du Swaziland 2016-2017                       |
| Tchad                                                                      | Aucun club engagé                                   | Aucun club engagé                                     |
| Togo                                                                       | AS Togo-Port                                        | Champion du Togo 2016-2017                            |
| Zanzibar                                                                   | JKU SC                                              | Champion de Zanzibar 2017                             |
| Zimbabwe                                                                   | FC Platinum                                         | Champion du Zimbabwe 2017                             |

Notes
- TT : Tenant du titre

## Calendrier
Voici le calendrier officiel publié sur le site Internet de la CAF.
| Nom                                             | Tirage au sort   | Match aller                           | Match retour                                       | Nombre de participants |
| ----------------------------------------------- | ---------------- | ------------------------------------- | -------------------------------------------------- | ---------------------- |
| Tours de qualification (2018)                   |                  |                                       |                                                    |                        |
| Tour préliminaire                               | 21 décembre 2017 | 9, 10, 11 février                     | 20, 21 février                                     | 56                     |
| Seizièmes de finale                             | 21 décembre 2017 | 6, 7 mars                             | 16, 17, 18 mars                                    | 32 (28+5)              |
| Phase de groupes (2018 )                        |                  |                                       |                                                    |                        |
| Journées 1 et 5 Journées 2 et 6 Journées 3 et 4 | 21 mars 2018     | 4, 5, 6 mai 15, 16 mai 17, 18 juillet | 17, 18, 19 août 27, 28, 29 août 27, 28, 29 juillet | 16                     |
| Phase finale (2018 )                            |                  |                                       |                                                    |                        |
| Quarts de finale                                | 3 septembre 2018 | 14, 15, 16 septembre                  | 21, 22, 23 septembre                               | 8                      |
| Demi-finales                                    | 3 septembre 2018 | 2, 3 octobre                          | 23, 24 octobre                                     | 4                      |
| Finale                                          | 3 septembre 2018 | 3, 4 novembre                         | 10, 11 novembre                                    | 2                      |

## Tours de qualification

### Tour préliminaire
Cinq (5) équipes sont  exemptes lors de ce tour :
- Al Ahly SC
- Wydad AC
- TP Mazembe
- ES Sahel
- Mamelodi Sundowns

Les matchs aller se jouent les 9, 10 et 11 février 2018 alors que les matchs retour se jouent les 20 et 21 février 2018.
| Match | Équipe 1           | Résultat | Équipe 2                | Aller  | Retour | Tab   |
| ----- | ------------------ | -------- | ----------------------- | ------ | ------ | ----- |
| 1     | Saint-George SC    | forfait  | Al Salaam SC Wau        |        |        |       |
| 2     | CNAPS Sport        | 2 - 2    | KCCA FC                 | 2 - 1  | 0 - 1  | -     |
| 3     | Zanaco FC          | 6 - 1    | Gambia Armed Forces     | 3 - 0  | 3 - 1  | -     |
| 4     | Bantu FC           | 5 - 5    | Mbabane Swallows        | 2 - 4  | 3 - 1  | -     |
| 5     | Stade Malien       | 1 - 2    | Williamsville AC        | 1 - 1  | 0 - 1  | -     |
| 6     | Al Tahaddy         | 1 - 2    | Aduana Stars            | 1 - 0  | 0 - 2  | -     |
| 7     | ES Sétif           | 6 - 0    | Olympic Real Bangui     | 6 - 0  | 0 - 0  | -     |
| 8     | RC Kadiogo         | 1 - 2    | CF Mounana              | 1 - 0  | 0 - 2  | -     |
| 9     | AS Real Bamako     | 1 - 2    | MFM FC                  | 1 - 1  | 0 - 1  | -     |
| 10    | AS Otohô           | 2 - 9    | MC Alger                | 2 - 0  | 0 - 9  | -     |
| 11    | ASFAN              | 1 - 3    | Horoya AC               | 1 - 3  | 0 - 0  | -     |
| 12    | AS Génération Foot | 2 - 0    | Misr El Maqasa          | 2 - 0  | 0 - 0  | -     |
| 13    | Young Africans     | 2 - 1    | Saint-Louis Suns United | 1 - 0  | 1 - 1  | -     |
| 14    | Township Rollers   | 4 - 2    | Al-Merreikh             | 3 - 0  | 1 - 2  | -     |
| 15    | Gor Mahia FC       | 3 - 1    | Leones Vegetarianos     | 2 - 0  | 1 - 1  | -     |
| 16    | ASAC Concorde      | 1 - 6    | ES Tunis                | 1 - 1  | 0 - 5  | -     |
| 17    | Plateau United FC  | 4 - 0    | Eding Sport FC          | 3 - 0  | 1 - 0  | -     |
| 18    | AC Léopards        | 3 - 3    | AS Togo-Port            | 2 - 1  | 1 - 2  | 3 - 4 |
| 19    | LISCR FC           | 1 - 3    | Al-Hilal                | 1 - 0  | 0 - 3  | -     |
| 20    | JKU SC             | 0 - 7    | ZESCO United FC         | 0 - 0  | 0 - 7  | -     |
| 21    | Buffles du Borgou  | 3 - 4    | ASEC Mimosas            | 1 - 1  | 2 - 3  | -     |
| 22    | Ngaya Club         | 1 - 3    | União de Songo          | 1 - 1  | 0 - 2  | -     |
| 23    | DH El Jadida       | 10 - 0   | Sport Bissau e Benfica  | 10 - 0 | 0 - 0  | -     |
| 24    | AS Vita Club       | 6 - 1    | Be Forward Wanderers    | 4 - 0  | 2 - 1  | -     |
| 25    | Primeiro de Agosto | 5 - 1    | FC Platinum             | 3 - 0  | 2 - 1  | -     |
| 26    | Bidvest Wits       | 2 - 1    | Pamplemousses SC        | 2 - 0  | 0 - 1  | -     |
| 27    | Rayon Sports FC    | 2 - 1    | LLB Académic FC         | 1 - 1  | 1 - 0  | -     |

### Seizièmes de finale
Les matchs aller se jouent les 6 et 7 mars 2018 alors que les matchs retour se jouent les 16, 17 et 18 mars 2018.
| Match | Équipe 1           | Résultat | Équipe 2           | Aller | Retour | Tab   |
| ----- | ------------------ | -------- | ------------------ | ----- | ------ | ----- |
| 28    | Saint-George SC    | 0 - 1    | KCCA FC            | 0 - 0 | 0 - 1  | -     |
| 29    | Zanaco FC          | 1 - 3    | Mbabane Swallows   | 1 - 2 | 0 - 1  | -     |
| 30    | Wydad AC           | 7 - 4    | Williamsville AC   | 7 - 2 | 0 - 2  | -     |
| 31    | Aduana Stars       | 1 - 4    | ES Sétif           | 1 - 0 | 0 - 4  | -     |
| 32    | Al Ahly SC         | 7 - 1    | CF Mounana         | 4 - 0 | 3 - 1  | -     |
| 33    | MFM FC             | 2 - 7    | MC Alger           | 2 - 1 | 0 - 6  | -     |
| 34    | Horoya AC          | 4 - 1    | AS Génération Foot | 2 - 1 | 2 - 0  | -     |
| 35    | Young Africans     | 1 - 2    | Township Rollers   | 1 - 2 | 0 - 0  | -     |
| 36    | Gor Mahia FC       | 0 - 1    | ES Tunis           | 0 - 0 | 0 - 1  | -     |
| 37    | ES Sahel           | 4 - 3    | Plateau United FC  | 4 - 2 | 0 - 1  | -     |
| 38    | AS Togo-Port       | 3 - 3    | Al-Hilal           | 2 - 0 | 1 - 3  | -     |
| 39    | ZESCO United FC    | 2 - 2    | ASEC Mimosas       | 0 - 1 | 2 - 1  | -     |
| 40    | TP Mazembe         | 4 - 3    | União de Songo     | 4 - 0 | 0 - 3  | -     |
| 41    | DH El Jadida       | 3 - 2    | AS Vita Club       | 1 - 0 | 2 - 2  | -     |
| 42    | Primeiro de Agosto | 1 - 1    | Bidvest Wits       | 1 - 0 | 0 - 1  | 3 - 2 |
| 43    | Rayon Sports FC    | 0 - 2    | Mamelodi Sundowns  | 0 - 0 | 0 - 2  | -     |

## Phase de poules
Le tirage au sort de phase de poule a eu lieu le mercredi 21 mars 2018 à 18:00 heure local au Caire.
Légende des classements
- Qualifié pour les quarts de finale

Légende des résultats
- Victoire à domicile
- Match nul
- Victoire à l'extérieur

| Chapeau 1    | Chapeau 1 | Chapeau 2         | Chapeau 2 | Chapeau 3          | Chapeau 3 | Chapeau 4            | Chapeau 4 |
| ------------ | --------- | ----------------- | --------- | ------------------ | --------- | -------------------- | --------- |
| TP Mazembe C | 75 pts    | Mamelodi Sundowns | 39 pts    | MC Alger           | 10 pts    | Primeiro de Agosto C | 0 pts     |
| Al Ahly SC C | 58 pts    | ZESCO United FC C | 26 pts    | KCCA FC C          | 5 pts     | DH El Jadida         | 0 pts     |
| ES Sahel     | 49 pts    | ES Tunis C        | 24 pts    | Horoya AC C        | 5 pts     | AS Togo-Port C       | 0 pts     |
| Wydad AC C T | 46 pts    | ES Sétif C        | 18 pts    | Mbabane Swallows C | 5 pts     | Township Rollers C   | 0 pts     |

Notes
T : Tenant du titre

C : Champion national

### Groupe A
| Rang | Équipe           | Pts | J | G | N | P | Bp | Bc | Diff |  | Résultats (▼ dom., ► ext.) |     |     |     |     |
| ---- | ---------------- | --- | - | - | - | - | -- | -- | ---- |  | -------------------------- | --- | --- | --- | --- |
| 1    | Al Ahly SC       | 13  | 6 | 4 | 1 | 1 | 9  | 5  | +4   |  | Al Ahly SC                 |     | 0-0 | 4-3 | 3-0 |
| 2    | ES Tunis         | 11  | 6 | 3 | 2 | 1 | 8  | 4  | +4   |  | ES Tunis                   | 0-1 |     | 3-2 | 4-1 |
| 3    | KCCA FC          | 6   | 6 | 2 | 0 | 4 | 8  | 9  | -1   |  | KCCA FC                    | 2-0 | 0-1 |     | 1-0 |
| 4    | Township Rollers | 4   | 6 | 1 | 1 | 4 | 2  | 9  | -7   |  | Township Rollers           | 0-1 | 0-0 | 1-0 |     |

### Groupe B
| Rang | Équipe       | Pts | J | G | N | P | Bp | Bc | Diff |  | Résultats (▼ dom., ► ext.) |     |     |     |     |
| ---- | ------------ | --- | - | - | - | - | -- | -- | ---- |  | -------------------------- | --- | --- | --- | --- |
| 1    | TP Mazembe   | 12  | 6 | 3 | 3 | 0 | 10 | 4  | +6   |  | TP Mazembe                 |     | 4-1 | 1-1 | 1-0 |
| 2    | ES Sétif     | 8   | 6 | 2 | 2 | 2 | 7  | 9  | -2   |  | ES Sétif                   | 1-1 |     | 2-1 | 0-1 |
| 3    | DH El Jadida | 6   | 6 | 1 | 3 | 2 | 6  | 7  | -1   |  | DH El Jadida               | 0-2 | 1-1 |     | 2-0 |
| 4    | MC Alger     | 5   | 6 | 1 | 2 | 3 | 4  | 7  | -3   |  | MC Alger                   | 1-1 | 1-2 | 1-1 |     |

### Groupe C
| Rang | Équipe            | Pts | J | G | N | P | Bp | Bc | Diff |  | Résultats (▼ dom., ► ext.) |     |     |     |     |
| ---- | ----------------- | --- | - | - | - | - | -- | -- | ---- |  | -------------------------- | --- | --- | --- | --- |
| 1    | Wydad AC          | 12  | 6 | 3 | 3 | 0 | 8  | 2  | +6   |  | Wydad AC                   |     | 2-0 | 1-0 | 3-0 |
| 2    | Horoya AC         | 9   | 6 | 2 | 3 | 1 | 7  | 7  | 0    |  | Horoya AC                  | 1-1 |     | 2-2 | 2-1 |
| 3    | Mamelodi Sundowns | 6   | 6 | 1 | 3 | 2 | 5  | 6  | -1   |  | Mamelodi Sundowns          | 1-1 | 0-0 |     | 2-1 |
| 4    | AS Togo-Port      | 4   | 6 | 1 | 1 | 4 | 4  | 9  | -5   |  | AS Togo-Port               | 0-0 | 1-2 | 1-0 |     |

### Groupe D
| Rang | Équipe             | Pts | J | G | N | P | Bp | Bc | Diff |  | Résultats (▼ dom., ► ext.) |     |     |     |     |
| ---- | ------------------ | --- | - | - | - | - | -- | -- | ---- |  | -------------------------- | --- | --- | --- | --- |
| 1    | ES Sahel           | 12  | 6 | 3 | 3 | 0 | 10 | 4  | +6   |  | ES Sahel                   |     | 1-1 | 2-1 | 2-0 |
| 2    | Primeiro de Agosto | 9   | 6 | 2 | 3 | 1 | 6  | 5  | +1   |  | Primeiro de Agosto         | 1-1 |     | 2-1 | 2-1 |
| 3    | ZESCO United FC    | 6   | 6 | 1 | 3 | 2 | 7  | 6  | +1   |  | ZESCO United FC            | 1-1 | 0-0 |     | 1-1 |
| 4    | Mbabane Swallows   | 4   | 6 | 1 | 1 | 4 | 3  | 11 | -8   |  | Mbabane Swallows           | 0-3 | 1-0 | 0-3 |     |

## Phase finale

### Qualification et tirage au sort
Le tirage au sort aura lieu le 3 septembre 2018
| Groupe | 1er du groupe – Tête de série | 2e du groupe – Non-tête de série |
| ------ | ----------------------------- | -------------------------------- |
| A      | Al Ahly SC                    | ES Tunis                         |
| B      | TP Mazembe                    | ES Sétif                         |
| C      | Wydad AC                      | Horoya AC                        |
| D      | ES Sahel                      | Primeiro de Agosto               |

### Quarts de finale
| Équipe             | Aller | Total  | Retour | Équipe     |
| ------------------ | ----- | ------ | ------ | ---------- |
| Primeiro de Agosto | 0 - 0 | 1E - 1 | 1 - 1  | TP Mazembe |
| ES Tunis           | 2 - 1 | 3 - 1  | 1 - 0  | ES Sahel   |
| ES Sétif           | 1 - 0 | 1 - 0  | 0 - 0  | Wydad AC   |
| Horoya AC          | 0 - 0 | 0 - 4  | 0 - 4  | Al Ahly SC |

### Demi-finales
| Équipe             | Aller | Total | Retour | Équipe   |
| ------------------ | ----- | ----- | ------ | -------- |
| Al Ahly SC         | 2 - 0 | 3 - 2 | 1 - 2  | ES Sétif |
| Primeiro de Agosto | 1 - 0 | 3 - 4 | 2 - 4  | ES Tunis |

### Finale
| Équipe     | Aller | Total | Retour | Équipe   |
| ---------- | ----- | ----- | ------ | -------- |
| Al Ahly SC | 3 - 1 | 3 - 4 | 0 - 3  | ES Tunis |

### Tableau final
|  | Quarts de finale   | Quarts de finale   | Quarts de finale | Quarts de finale |                    |                    | Demi-finales | Demi-finales | Demi-finales | Demi-finales |  |  | Finale                             | Finale | Finale | Finale |
|  |                    |                    |                  |                  |                    |                    |              |              |              |              |  |  |                                    |        |        |        |
|  |                    |                    |                  |                  |                    |                    |              |              |              |              |  |  | 2 novembre 2018 / 9 novembre 2018, |        |        |        |
|  |                    |                    |                  |                  |                    |                    |              |              |              |              |  |  |                                    |        |        |        |
|  | ES Sétif           | ES Sétif           | 1                | 0                |                    |                    |              |              |              |              |  |  |                                    |        |        |        |
|  | ES Sétif           | ES Sétif           | 1                | 0                |                    |                    |              |              |              |              |  |  |                                    |        |        |        |
|  | Wydad AC           | Wydad AC           | 0                | 0                |                    |                    |              |              |              |              |  |  |                                    |        |        |        |
|  | Wydad AC           | Wydad AC           | 0                | 0                | Al Ahly SC         | Al Ahly SC         | 2            | 1            |              |              |  |  |                                    |        |        |        |
|  |                    |                    |                  |                  | Al Ahly SC         | Al Ahly SC         | 2            | 1            |              |              |  |  |                                    |        |        |        |
|  |                    |                    | ES Sétif         | ES Sétif         | 0                  | 2                  |              |              |              |              |  |  |                                    |        |        |        |
|  | Horoya AC          | Horoya AC          | ES Sétif         | ES Sétif         | 0                  | 2                  | 0            | 0            |              |              |  |  |                                    |        |        |        |
|  | Horoya AC          | Horoya AC          |                  |                  |                    |                    |              | 0            |              |              |  |  |                                    |        |        |        |
|  | Al Ahly SC         | Al Ahly SC         | 0                | 4                |                    |                    |              |              |              |              |  |  |                                    |        |        |        |
|  | Al Ahly SC         | Al Ahly SC         | 0                | 4                | Al Ahly SC         | Al Ahly SC         | 3            | 0            |              |              |  |  |                                    |        |        |        |
|  |                    |                    |                  |                  | Al Ahly SC         | Al Ahly SC         | 3            | 0            |              |              |  |  |                                    |        |        |        |
|  |                    |                    | ES Tunis         | ES Tunis         | 1                  | 3                  |              |              |              |              |  |  |                                    |        |        |        |
|  | Primeiro de Agosto | Primeiro de Agosto | ES Tunis         | ES Tunis         | 1                  | 3                  | 0            | 1E           |              |              |  |  |                                    |        |        |        |
|  | Primeiro de Agosto | Primeiro de Agosto |                  |                  |                    |                    |              |              |              |              |  |  |                                    |        |        |        |
|  | TP Mazembe         | TP Mazembe         | 0                | 1                |                    |                    |              |              |              |              |  |  |                                    |        |        |        |
|  | TP Mazembe         | TP Mazembe         | 0                | 1                | Primeiro de Agosto | Primeiro de Agosto | 1            | 2            |              |              |  |  |                                    |        |        |        |
|  |                    |                    |                  |                  | Primeiro de Agosto | Primeiro de Agosto | 1            | 2            |              |              |  |  |                                    |        |        |        |
|  |                    |                    | ES Tunis         | ES Tunis         | 0                  | 4                  |              |              |              |              |  |  |                                    |        |        |        |
|  | ES Tunis           | ES Tunis           | ES Tunis         | ES Tunis         | 0                  | 4                  | 2            | 1            |              |              |  |  |                                    |        |        |        |
|  | ES Tunis           | ES Tunis           |                  |                  |                    |                    |              | 1            |              |              |  |  |                                    |        |        |        |
|  | ES Sahel           | ES Sahel           | 1                | 0                |                    |                    |              |              |              |              |  |  |                                    |        |        |        |
|  | ES Sahel           | ES Sahel           | 1                | 0                |                    |                    |              |              |              |              |  |  |                                    |        |        |        |
|  |                    |                    |                  |                  |                    |                    |              |              |              |              |  |  |                                    |        |        |        |

## Vainqueur
| Ligue des champions de la CAF Vainqueur 2018 |
| -------------------------------------------- |
| ES Tunis Troisième titre                     |

## Meilleurs buteurs
| Place | Joueur           | Club               | Buts |
| ----- | ---------------- | ------------------ | ---- |
| 1     | Anice Badri      | Espérance de Tunis | 8    |
| 1     | Hamid Ahaddad    | Difaâ El Jadidi    | 7    |
| 1     | Lazarous Kambole | ZESCO United       | 7    |
| 1     | Ben Malango      | TP Mazembe         | 7    |
| 2     | Walid Azaro      | Al-Ahly            | 6    |
| 2     | Simon Msuva      | Difaâ El Jadidi    | 6    |
| 2     | Hichem Nekkache  | MC Alger           | 6    |
| 3     | Ismail Haddad    | Wydad AC           | 5    |